# Lindholm Sogn
Lindholm Sogn er et sogn i Aalborg Nordre Provsti (Aalborg Stift).
I 1934 blev Lindholm Kirke opført, og Lindholm Sogn blev udskilt fra Nørresundby Sogn, der oprindeligt var udskilt fra Sundby-Hvorup Sognekommune. Disse to sogne hørte til Kær Herred i Ålborg Amt.
Sundby-Hvorup sogne og Nørresundby købstad med Nørresundby og Lindholm sogne dannede i 1968 Nørresundby Købstadskommune, som ved kommunalreformen i 1970 indgik i Aalborg Kommune. 
I sognet findes følgende autoriserede stednavne:
- Lindholm (bebyggelse, ejerlav)
- Lindholm Høje (areal)
- Ny Lindholm (bebyggelse)
- Voerbjerg (bebyggelse, ejerlav)
- Voerbjerggaard